# Врубель (Ґолдапський повіт)
Вру́бель (пол. Wróbel, нім. Sperling) — село в Польщі, у гміні Бані Мазурські Ґолдапського повіту Вармінсько-Мазурського воєводства.
Населення — 175 осіб (2011).
У 1975—1998 роках село належало до Сувальського воєводства.

## Демографія
Демографічна структура станом на 31 березня 2011 року:
|          | Загалом | Допрацездатний вік | Працездатний вік | Постпрацездатний вік |
| -------- | ------- | ------------------ | ---------------- | -------------------- |
| Чоловіки | 98      | 21                 | 60               | 17                   |
| Жінки    | 77      | 12                 | 40               | 25                   |
| Разом    | 175     | 33                 | 100              | 42                   |